# Leptocerus wanleelagi
Leptocerus wanleelagi är en nattsländeart som beskrevs av Malicky och Chantaramongkol 1991. Leptocerus wanleelagi ingår i släktet Leptocerus och familjen långhornssländor. Inga underarter finns listade i Catalogue of Life.